# Oncousoecia abrupta
Oncousoecia abrupta is een mosdiertjessoort uit de familie van de Oncousoeciidae. De wetenschappelijke naam van de soort is voor het eerst geldig gepubliceerd in 1953 door Osburn.